# COVAX-19
COVAX-19 — кандидат на вакцину проти COVID-19, розроблений компанією «Vaxine», яка базується в Південній Австралії. Клінічні дослідження кандидата на вакцину проводяться у співпраці з іранською компанією «CinnaGen».

## Фармакологічні властивості та застосування
«COVAX-19» є рекомбінантною білковою субодиничною вакциною, що містить білок шиповидних відростків вірусу SARS-CoV-2. Вона застосовується двократно внутрішньом'язово з інтервалом у 21 день між ін'єкціями.

## Історія розробки
Згідно з угодою про співпрацю між компаніями «Vaxine» і «CinnaGen», 2 і 3 фази клінічних досліджень «COVAX-19» розпочнуться в Ірані. Якщо ці дослідження будуть успішними, ця вакцина буде вироблятися під торговою маркою «SpikoGen» компанією «CinnaGen», та буде застосовуватися в Ірані.
Згідно з угодою, укладеною в травні 2021 року, компанія «Immuron» погодився виплатити близько 100 мільйонів доларів готівкою та іншими цінностями за приватну біотехнологічну компанію «Vaxine», яку заснував Микола Петровський. Директор «Immuron» Пітер Анастасіу, який пішов з ради директорів, каже, що угода з купівлі «Vaxine» мала встановлену дату припинення, якої не можна було дотриматись, оскільки транзакція була втягнута в процес реєстрації «ASX». Відповідь «Immuron» від 3 вересня на лист «ASX» із запитаннями про «Vaxine» містила нову інформацію та невідповідності, зокрема існування компанії «Covaxia Ltd» — організації, що належить Петровському та акціонеру «Vaxine» Шарену Прінглу. Нова інформація включала наявність угоди між «Covaxia» та іранською фармацевтичною компанією «CinnaGen Research» про надання дозволу на постачання допоміжної речовини Vaxine Advax для компанії «CinnaGen». і про передачу технологій на підприємства «CinnaGen» в Ірані. Також «Immuron» повідомив, що вакцина «CinnaGen» проти COVID-19, відома як «SpikoGen», є біовідповідною (або копією) власної вакцини проти COVID-19 на основі білка «COVAX-19» від «Vaxine» і не є власною вакциною «Vaxine», й ця інформація раніше не повідомлялась компанією «Vaxine». Угода про купівлю «Vaxine» вперше обговорювалась у травні, перш ніж нова компанія розпочала ІІ фазу клінічних досліджень за участю 400 осіб в Ірані в партнерстві з компанією «CinnaGen».

## Клінічні дослідження
| Фаза | Реєстраційний номер                                                 | Початок             | Кількість учасників | Кількість учасників | Кількість учасників | Вік учасників | Посилання           |             |
| Фаза | Реєстраційний номер                                                 | Початок             | Всього              | Вакцина             | Плацебо             | Вік учасників | Посилання           |             |
| ---- | ------------------------------------------------------------------- | ------------------- | ------------------- | ------------------- | ------------------- | ------------- | ------------------- | ----------- |
| I    | NCT04453852 [Архівовано 11 жовтня 2020 у Wayback Machine.]          | 30 червня 2020 року | 40                  | 30                  | 10                  | 18-65 років   | Аделаїда, Австралія | [ 7 ] [ 8 ] |
| II   | IRCT20150303021315N23 [Архівовано 11 липня 2021 у Wayback Machine.] | 30 травня 2021 року | 400                 | 300                 | 100                 | 18+ років     | Тегеран, Іран       | [ 9 ]       |
| II   | NCT04944368 [Архівовано 24 січня 2022 у Wayback Machine.]           | 30 травня 2021 року | 400                 | 300                 | 100                 | 18+ років     | Тегеран, Іран       | [ 10 ]      |
| III  | IRCT20150303021315N24 [Архівовано 3 серпня 2021 у Wayback Machine.] | 7 серпня 2021 року  | 16876               | 12657               | 4219                | 18-50 років   | Тегеран, Іран       | [ 2 ]       |
| III  | NCT05005559 [Архівовано 14 листопада 2021 у Wayback Machine.]       | 7 серпня 2021 року  | 16876               | 12657               | 4219                | 18-50 років   | Тегеран, Іран       | [ 11 ]      |

## Схвалення
6 жовтня 2021 року Іран схвалив вакцину «COVAX-19» для екстреного використання.